# Franciszek Rynglewski
Franciszek Rynglewski (ur. 1902, zm. 14 lutego 1980 w Leśnie) – polski kapłan katolicki, kapelan wojskowy.

## Życiorys
Był magistrem teologii i kapłanem w diecezji chełmińskiej. Pełnił funkcję dziekana i proboszcza przy kościele Wniebowzięcia Najświętszej Marii Panny w Toruniu. Był prałatem Jego Świątobliwości, kanonikiem honorowym Kapituły Katedralnej Chełmińskiej, a także kapelanem wojskowym – miał stopień pułkownika Wojska Polskiego. Działał w Towarzystwie Młodzieży Polskiej V dzielnicy Związku Polaków w Niemczech. Do 1939 piastował stanowisko Naczelnego Kapelana Junackich Hufców Pracy. Uczestniczył w kampanii wrześniowej, a potem kampanii we Francji. Był szefem duszpasterstwa dywizyjnego w Wojsku Polskim na terenie Szkocji.